# Odontolochus costatus
Odontolochus costatus är en skalbaggsart som beskrevs av S. Endrödi 1964. Odontolochus costatus ingår i släktet Odontolochus och familjen Aphodiidae. Inga underarter finns listade i Catalogue of Life.